# Sak'art'velos samxedro-sahaero dzalebi
La Sak'art'velos samxedro-sahaero dzalebi (საქართველოს სამხედრო-საჰაერო ძალები - Aeronautica militare georgiana), è l'attuale aeronautica militare della Georgia e parte integrante delle Forze armate georgiane.

## Storia e struttura
Creata nel 1991 dopo la dissoluzione dell'Unione Sovietica in quindici Repubbliche indipendenti, segue le analoghe vicende dei paesi interessati ricevendo parte degli uomini e dei mezzi facenti parte dell'ex Voenno-vozdušnye sily Rossijskoj Federacii.
L'Aeronautica militare georgiana può contare su un effettivo di 1.800 uomini, più di 70 velivoli (Su-25 km/UB, L-29, Yak-52), oltre 60 differenti modelli di elicottero (Mi-24/35, Mi-8/17, Mi-14, UH-1H, Mi-2) e 380 missili terra-aria di difesa antiaerea.
I due maggiori aeroporti militari sono situati vicino alla capitale Tbilisi, ad Alekseevka e a Marneuli.
Attualmente l'Aeronautica militare georgiana sta seguendo un programma di rimodernamento e aggiornamento del parco aereo in dotazione in collaborazione con alcune nazioni NATO, specialmente Stati Uniti d'America e Turchia.

## Aeromobili in uso
Sezione aggiornata annualmente in base al World Air Force di Flightglobal del corrente anno. Tale dossier non contempla UAV, aerei da trasporto VIP ed eventuali incidenti accorsi durante l'anno della sua pubblicazione. Modifiche giornaliere o mensili che potrebbero portare a discordanze nel tipo di modelli in servizio e nel loro numero rispetto a WAF, vengono apportate in base a siti specializzati, periodici mensili e bimestrali. Tali modifiche vengono apportate onde rendere quanto più aggiornata la tabella.
| Aeromobile                | Origine        | Tipo                                           | Versione (denominazione locale) | In servizio (2024) | Note                                                | Immagine |
| Aerei da combattimento    |                |                                                |                                 |                    |                                                     |          |
| Tam Su-25 Skorpion        | Georgia Russia | aereo da attacco al suoloconversione operativa | Su-25KM SkorpionSu-25UB Iskra   | 73                 | 50 tra Su-25KM Skorpion e Su-25UB Iskra consegnati. |          |
| Aerei da trasporto        |                |                                                |                                 |                    |                                                     |          |
| Antonov An-28 Cash        | Ucraina        | aereo da trasporto leggero                     | An-28                           | 2                  | 2 An-28 consegnati.                                 |          |
| Bombardier Challenger 850 | Canada         | aereo da trasporto VIP                         | CRJ-200SE                       | 1                  | 1 CRJ-200SE consegnato.                             |          |
| Aerei da addestramento    |                |                                                |                                 |                    |                                                     |          |
| Aero L-39 Albatros        | Rep. Ceca      | aereo da addestramento                         | L-39ZA                          | 8                  | 12 L-39ZA consegnati.                               |          |
| Aero L-29 Delfin          | Rep. Ceca      | aereo da addestramento                         | L-29                            | 4                  | 8 L-29 consegnati.                                  |          |
| Yakovlev Yak-52           | Russia         | aereo da addestramento basico                  | Yak-52                          | 1                  | 4 Yak-52 consegnati.                                |          |
| Elicotteri                |                |                                                |                                 |                    |                                                     |          |
| Bell UH-1 Huey            | Stati Uniti    | elicottero utility                             | UH-1H                           | 14                 | 14 UH-1H consegnati.                                |          |
| Mil Mi-8 Hip              | Russia         | elicottero multiruolo                          | Mi-8Mi-171                      | 15                 | 20 tra Mi-8 e Mi-171 consegnati.                    |          |
| Mil Mi-24 Hind            | Russia         | elicottero d'attacco                           | Mi-24V                          | 9                  | 9 Mi-24V Hind-E consegnati.                         |          |
| Mil Mi-14 Haze            | Russia         | elicottero ASW                                 | Mi-14                           | 2                  | 2 Mi-14 Haze consegnati.                            |          |

## Galleria d'immagini

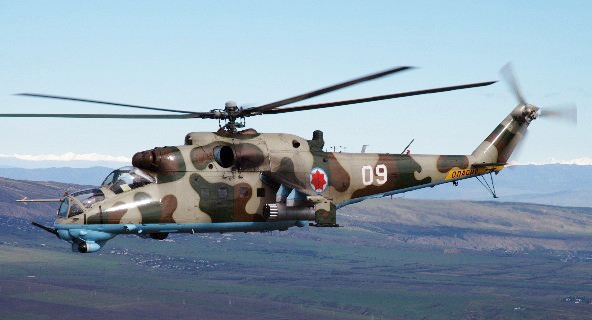
Elicottero d'attacco Mil Mi-24 (Nr 09)
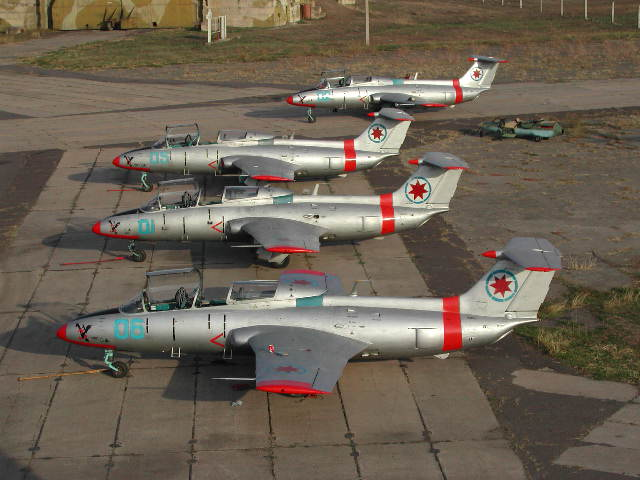
Aero L-29 Delfin
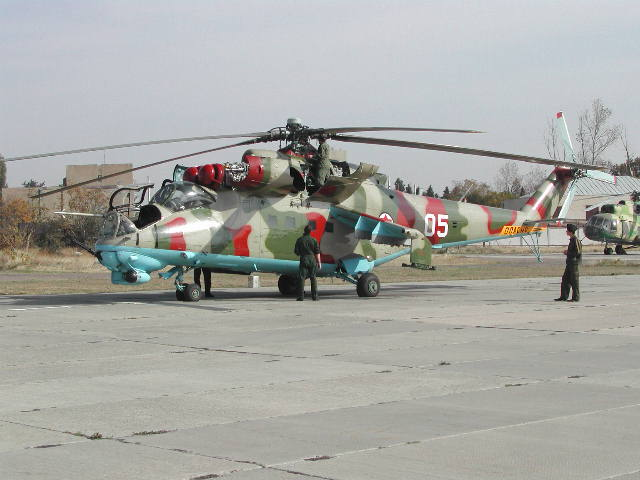
Mil Mi-24 Hind (Nr 05)
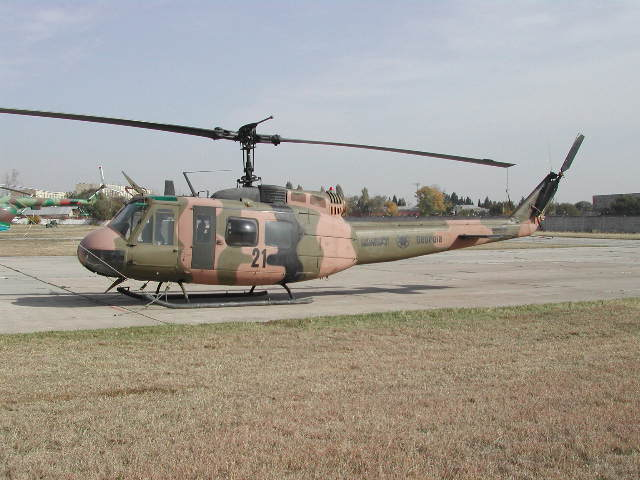
Bell UH-1 Iroquois
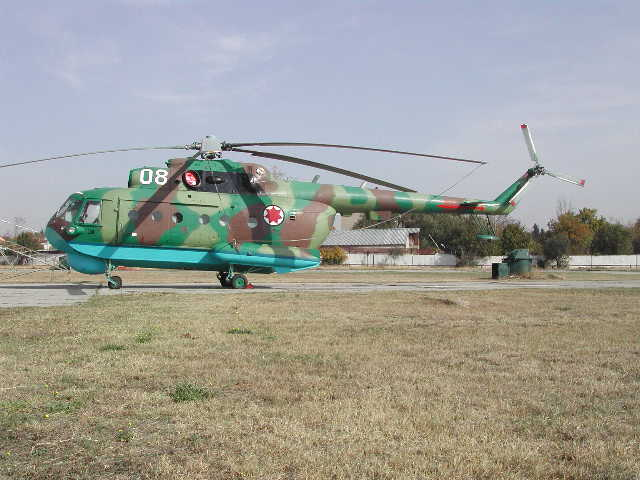
Mil Mi-14 Haze elicottero anti sommergibile (ASW)
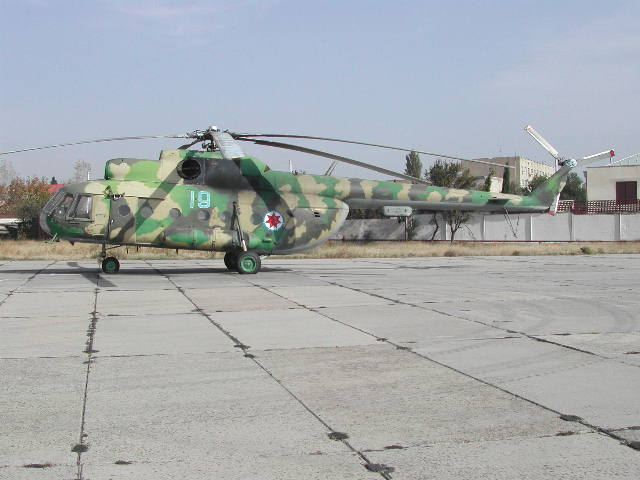
Elicottero da trasporto Mil Mi-8T
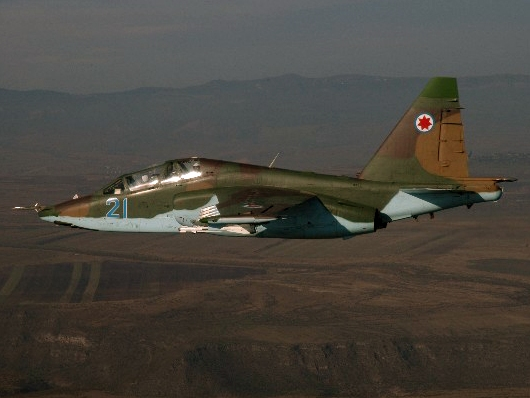
Su-25UB